# O Mito do Século XX

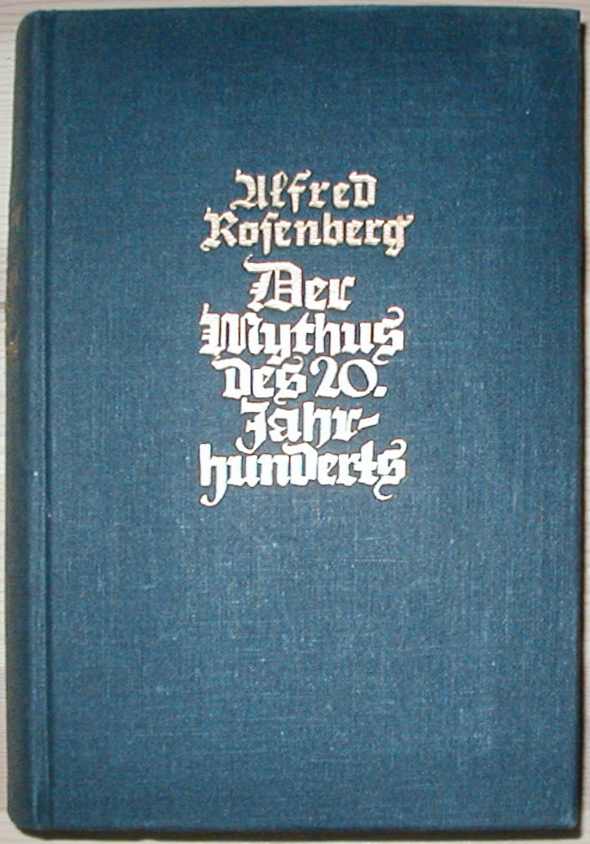
Der Mythus des 20. Jahrhunderts, edição de 1939

O Mito do Século XX (em alemão:  Der Mythus des zwanzigsten Jahrhunderts) é um livro de Alfred Rosenberg, datado de 1930, um dos principais ideólogos do Partido Nazi e editor do jornal nazi Völkischer Beobachter. O termo Mythus (na perspectiva Sorelianaa) significa "o mito do sangue, sob o qual o símbolo da suástica abre as portas da revolução racial mundial. É o despertar da alma da raça, a qual, após um longo hibernar põe fim aos caos racial."
O livro é considerado como "um dos dois bestsellers não lidos do Terceiro Reich" (sendo o outro Mein Kampf). Em privado, Adolf Hitler disse: "Insisto que o Der Mythus des zwanzigsten Jahrhunderts de Rosenberg não deve ser visto como uma expressão da doutrina oficial do partido." Hitler opunha-se ao paganismo de Rosenberg.
Hitler entregou o o primeiro Prémio Nacional para a Arte e a Ciência ao autor de Der Mythus des zwanzigsten Jahrhunderts.  O documento oficial que acompanhou o prémio "elogia expressamente Rosenberg como uma pessoa que, de forma científica e profunda, estabeleceu as fundações para uma compreensão das bases ideológicas do Nacional Socialismo.'"